# Jálama
Il Jálama (o Pico Jálama) è una montagna di 1.487 metri della Spagna.

## Toponimo
Nel dialetto della zona nord-orientale della provincia di Cáceres la montagna è chiamata Xálima. Entrambi i nomi derivano presumibilmente da radici linguistiche paleoispaniche.

## Caratteristiche
La montagna è collocata al confine tra la provincia di Salamanca (comunità autonoma di Castiglia e León) e quella di Cáceres (comunità autonoma dell'Estremadura). È tra le cime più alte della Sierra de Gata, una delle catene montuose che compongono il Sistema Centrale. Dalla cima si ha un buon colpo d'occhio sull'altopiano (meseta) di Salamanca
Circa 3 km a nord-est del punto culminante le acque dell'Arroyo de la Cervigona formano una cascata di 60 metri, la più alta della zona.

## Accesso alla cima
La cima del Jálama può essere raggiunta a partire da Acebo attraverso il Mirador de La Ventosa (794 m) e a un valico chiamato Puerto de Perales.